# Димитрије Хоматијан
Димитрије Хоматијан или Димитрије Хоматин (грчки: Δημήτριος Χωματηνός/Χωματιανός) је био охридски архиепископ од 1216. до 1236. године.

## Долазак на катедру
Широко образовање Димитрија Хоматијана омогућило му је да у Византији и државама насталим након 1204. године врши снажан утицај као судија, арбитар, духовник и саветник византијске царске куће. Играо је важну улогу у спору између Епирске деспотовине и Никејског царства, два наследника Византије након Четвртог крсташког рата. Уз Јована Апокавка и Георгија Вардана, Хоматијан је заговарао политичку и црквену независност Епира од Никеје у којој је сада било седиште Цариградске патријаршије. Теодор Комнин Анђео је заузео Охрид 1216. године. Он је Хоматијана поставио за охридског архиепископа сменивши Јована Каматира. Теодор није признавао легитимност Теодора Ласкариса. Димитрије је оспорио законитост синода из 1208. године одржаног у Никеји. Хоматијан је средином 1227. године крунисао Теодора за цара.

## Однос са краљем Стефаном Првовенчаним
Одмах по ступању на архиепископски трон, током јесени или зиме 1216. године, Хоматијану се писмом обратио Стефан Првовенчани, велики жупан πάσης Σερβίας καὶ Διοκλείας. Под јурисдикцијом Охридске архиепископије се до 1219. године налазио највећи део српског народа. Српски жупан тражио је од Хоматијана дозволи за склапање брака са Маријом Комнин, ћерком покојног Михаила Комнина. Због петог степена сродства, брак није био одобрен. Именом непозната Стефанова сестра била је удата за најмлађег Михаиловог брата Манојла. У писму Хоматијана жупану Стефану помиње се прошлогодишње посланство великог жупана у Охриду. Тада се на архиепископској катедри налазио Јован Каматир. Посланство је покушало да добије сагласност за женидбу Радослава, Стефановог најстаријег сина, са Теодором, другом Михаиловом ћерком. Испоставило се да је жупанов син из брака са Евдокијом спречен да се ожени Теодором због седмог степена крвног сродства. Стефан је 1217. године папском круном уздигнут за краља. Он се између 1217. и 1219. године поново обратио Хоматијану са још једним питањем из брачног права.
Стефан је на крају ипак успео да се ороди са Анђелима из Епира. Захваљујући преписци митрополита Нафпакта Јована Апокавка сазнајемо о припремама за венчање Радослава и Ане, најстарије ћерке епирског деспота Теодора. Припреме су започете још 1218. године. Брак је склопљен годину дана касније, крајем 1219. године. У тих годину дана треба датовати и познати веренички прстен који је Радослав поклонио Ани. Свадба је требало да се одржи у Прилепу или Скопљу. Воља владара сада је била јача од канонских правила. Наиме, Радослав је био у истом степену крвног сродства са Аном као што је био и са Теодором, ћерком покојног Михаила Анђела. Сада је, међутим, на склапању брака инсистирао сам Теодор. Пошто је са Бугарима и Латинима био у рату, била му је потребна подршка Србије. На сагласност се чекало најмање годину дана што јасно доказује да канонска сметња није лако преброђена. Самим тим што Теодор Анђео позива Јована Апокавка да благослови брак показује да Димитрије Хоматијан то није желео учинити. Сам Апокавк пише (у писму с краја 1218) да је присиљен отићи на венчање. Као и Хоматијан, ни он брак није одобравао. Из византијских житија није познато ко је благословио на крају брак, али се одговор може наћи у Савином Житију. Доментијан греши када женидбу ставља у време после смрти Првовенчаног, али се може наслутити да је благослов дао тек хиротонисани српски архиепископ по повратку у земљу.

## Сукоб са српским архиепископом
Свети Сава је 1219. године отпутовао у Никеју где је од цара Теодора Ласкариса и патријарха Манојла Сарантина издејствовао оснивање аутокефалне Српске архиепископије. Убрзо по хиротонисању Саве избија црквени спор са Охридском архиепископијом. У Хоматијановом писму (мај 1220) у коме је Сави претио анатемом, изречен је низ прекора и отпужби на Савин рачун. Охридрски архиепископ му најпре замера што се током боравка у отаџбини бавио световним пословима. Као највећу ману Хоматијан истиче непостојање βασιλικὴν δικαιοδοσίαν о чину обављеном у Никеји. Из текста се види да Теодора I не прихвата за цара Ромеја већ га сматра обласним господарем. Из писма сазнајемо и да је рашки престо био упражњен у време Савине хиротоније па да је, уколико је желео архиепископско достојанство, требало да се обрати охридској цркви.
Писмо је донео скопски епископ Јован. Хоматијана је посебно погодило смењивање грчких епископа и постављање српских на њихово место. Охридска архиепископија изгубила је оснивањем Српске архиепископије три епископије (рашку, призренску и липљанску). Међутим, Савино достојанство прихватиле су три источне патријаршије (Антиохијска, Јерусалимска и Александријска), као и цариградски патријарх те се он није обазирао на Хоматијанове претње.

## Однос са краљем Радославом
Стефан Радослав на власт долази након очеве смрти 1227. године. Он је рођен у браку Стефана са Евдокијом, грчком принцезом. Одмалена је васпитаван по грчком узору и он се највише од свих немањићких владара осећао као Грк. О томе сведочи и његов потпис: Стефан Дука. У црквеним питањима Радослав је заобилазио српског и обраћао се за савете охридском архиепископу. Хоматијану су се обраћали и они који нису били под његовом јурисдикцијом - атонски монаси, солунски грађани, ђакон и хартофилакс из Драме, митрополити Драча и Коркире. Ана, супруга краља Радослава, била је ћерка Теодора Комнина Дуке кога је средином 1227. године за цара крунисао управо Димитрије Хоматијан. Као заштитник праве вере, Радослав је показао инересовање за веома различита питања из црквеног живота. Питања краља Радослава и одговори на њих сачувани су у рукопису из 16. века у збирци Баварске државне библиотеке. Само њихово постојање упућује на претпоставку да је Радослав желео вратити тек основану српску цркву под јурисдикцију Охридске архиепископије. Његов стриц није се, наравно, слагао са таквом црквеном политиком те је напустио отаџбину и отишао на своје прво ходочашће у Свету земљу.

## Критика
Канонска исправност избора Димитрија Хоматијана за охридског архиепископа је под озбиљном сумњом, пошто га нису признавали ромејски цар и васељенски патријарх. Он је наступао са позиција квазипатријарха у Епирској деспотовини, што се најбоље видело приликом крунисања епирског владара Теодора Дуке за цара у Солуну 1227. године, као и приликом неканонског преузимања ингеренција у владичанствима Цариградске патријаршије које су се налазиле у области поменуте деспотовине. Он се постављао као поглавар аутокефалне цркве, иако не постоји ни један црквени акт, одлука црквеног сабора или патријаршијског синода, која би одредила статус Охридске архиеспископије као аутокефалан. Од свог оснивања 1018. архиепископија је везана за Цариград и представљала је део његове црквене структуре, а ни до 1219, ни након тога, Охридска архиеспископија никада никоме није доделила аутокефалан статус, ни једној црквеној области.